# Саган, Леонтина
Леонтина Саган (Заган, нем. Leontine Sagan, при рождении — Леонтина Шлезингер нем. Leontine Schlesinger; 13 февраля 1889[…], Будапешт или Вена — 20 мая 1974, Претория) — австро-венгерский театральный режиссер и актриса еврейского происхождения. Наиболее известна по кинокартине «Девушки в униформе», поставленной в 1931 году вместе с Карлом Фрелихом по пьесе Кристы Винслое «Вчера и сегодня».
Фильмы Саган сосредоточены на женском опыте и переживаниях, часто с изображением эротизма. Её фильмы были среди первых, которые изображали лесбийскую тему в киноискусстве.

## Биография
Родилась 13 февраля 1889 года в Будапеште (по другим данным в Вене), Австро-Венгрия. В 1899 году, в возрасте 10 лет переехала с семьей в Южную Африку.
Получила образование в немецкой школе в Йоханнесбурге. Режиссерскому мастерству училась у Макса Рейнхардта, наиболее известного по детально разработанными и образными декорациями и театральными эффектами.
Была ли сама Саган лесбиянкой, неизвестно; книга Women Film Directors называет её «лесбийским кинорежиссёром» за постановку пьесы Уинслоу с лесбийскими темами. В поздние свои годы вступила в брак с издателем и писателем Виктором Флейшером; детей в союзе не имела.
Скончалась Леонтина Саган 20 мая 1974 года в Претории (ЮАР) в возрасте 85 лет.